# Zainab Fasiki
Zainab Fasiki (sinh ngày 21 tháng 7 năm 1994) là một họa sĩ truyện tranh Ma-rốc, kỹ sư cơ khí, nhà hoạt động vì quyền của phụ nữ và "nhà hoạt động dân chủ giới" từ Fez. Cô nổi tiếng với bộ sưu tập bản vẽ có tên dự án Hshouma được tạo ra vào năm 2018, mô tả phụ nữ khỏa thân và gọi ra tiêu chuẩn kép và những điều cấm kỵ trong tình dục. Hshouma lần đầu tiên được trưng bày tại Madrid, Tây Ban Nha. Công việc của cô nhằm chống lại sự kiểm duyệt, những điều cấm kỵ và xấu hổ ở Maroc. Cô cũng là người sáng lập của tập thể / Sức mạnh phụ nữ / tài trợ cho 20 phụ nữ tham gia các hội thảo. Năm 2014, cô chuyển đến Casablanca, nơi cô hiện đang sống.
Cô bắt đầu vẽ khi cô bốn tuổi. Nhiều bức tranh minh họa của Fasiki là những bức chân dung tự họa thường được vẽ chân dung trên võng hoặc được vẽ như những nhân vật như Wonder Woman. Trong truyện tranh của cô, những người phụ nữ mà cô vẽ không có bởi vì cô nói "Tôi xem phụ nữ là tượng trong xã hội của tôi và tôi muốn giải thoát họ". Tôi muốn họ là con người tự do. Cô khẳng định mình "chưa bao giờ cảm thấy tự do" ở Morocco hay với những bức tranh của mình vì các nhà in ở Morocco không muốn in tác phẩm của mình. Cô thích miêu tả phụ nữ cởi đồ, mạnh mẽ và không sợ hãi.
Vào tháng 11 năm 2018, tác phẩm của cô đã được trưng bày tại Phòng trưng bày Le Cube ở Rabat.

## Tác phẩm in
- Feyrouz Versus the World (2018)
- Hshouma (2018)
- Omor: Chỉ giữa chúng ta (2017) [11]